# Raphael Rainer von Thurn und Taxis
Raphael Rainer Karl Maria Joseph Antonius Ignatius Hubertus Lamoral Prinz von Thurn und Taxis (* 30. Mai 1906 in Regensburg; † 8. Juni 1993 in Schwangau) war langjähriger Präsident des EV Füssen während dessen erfolgreichster Zeit. Er war lange Zeit als Gemeinderat und Kirchenpfleger der Gemeinde Schwangau aktiv. Er entstammte dem Haus Thurn und Taxis.

## Leben
Raphael Rainer war der sechste Sohn des Fürsten Albert I. von Thurn und Taxis (1867–1952) und der Erzherzogin Margarethe Klementine von Österreich (1870–1955), einer Tochter des Erzherzogs Joseph Karl Ludwig von Österreich (1833–1905) und dessen Ehefrau Clotilde von Sachsen-Coburg und Gotha (1846–1927). Er hatte sechs Brüder und eine Schwester. Einer seiner Brüder war Max Emanuel Prinz von Thurn und Taxis (1902–1994), der als Pater Emmeram Mitglied des Benediktinerordens wurde.
Raphael Rainer erfüllte zur Zeit des Nationalsozialismus keine politischen und militärischen Schlüsselfunktionen, aber im Gegensatz zu seinem Vater oder zu seinen Geschwistern war er mit der nationalsozialistischen Bewegung assoziiert und bereits im Herbst 1933 trat er der SS bei. Kurz nach Beginn des Zweiten Weltkriegs wurde er in die Vierte Totenkopfstandarte eingezogen, die dem Konzentrationslager Mauthausen zugeordnet und in Linz stationiert war. Nach kurzer Dienstentlassung kam er im Februar 1941 zur Waffen-SS und war als Schirrmeister  mit der Führung einer Krankenwagenkolonne in Finnland betraut.
Wie alle Mitglieder des Hauses Thurn und Taxis mit Vollendung des 18. Lebensjahres erhielt auch Raphael Rainer den von Fürst Alexander Ferdinand von Thurn und Taxis (1704–1773) als Verdienst- und Hausorden gestifteten, seit 1806 nur noch als Hausorden verliehenen Orden De Parfaite Amitié.
Im Jahr 1928 lernte er seine Verwandte Eulalia von Thurn und Taxis – die Tochter von Friedrich von Thurn und Taxis (1871–1945) und Eleonora de Ligne (1877–1959) – näher kennen, die bald seine Verlobte wurde. Als der Hochzeitstermin im Februar 1929 heranrückte und die Vorbereitungen schon weit fortgeschritten waren, zog sich Eulalia zurück. Auch in der amerikanischen Presse wurde über die geplatzte Heirat berichtet.

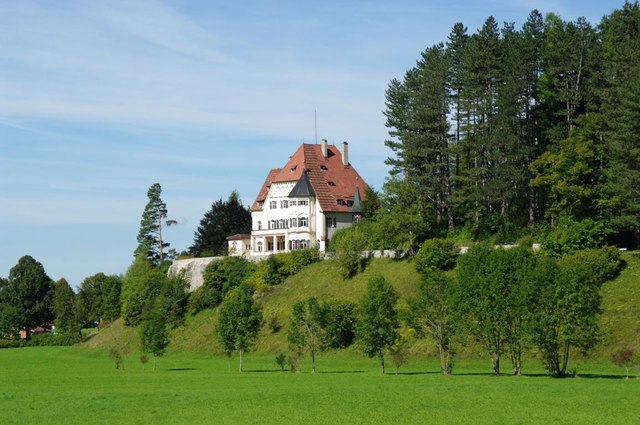
Schloss Bullachberg

Raphael von Thurn und Taxis kaufte Schloss Bullachberg. Dazu erläuterte sein Enkel Philipp 2012: „Mein Großvater Rafael wurde 1926 sozusagen mit dem Kauf von Schloss Bullachberg versorgt. Hier hat er bis zu seinem Tod 1996 gewohnt.“ Danach stand das Schloss bis 2013 leer.
Thurn und Taxis liebte es, zu jagen. Er nahm an vielen Gesellschaftsjagden teil. 1964 wurde auf seine Anregung hin die Kreisgruppe Füssen der Bläsergruppen des Bayerischen Jagdverbandes gegründet, die 2014 ihr 50-jähriges Jubiläum beging.
1954/55 wurde Raphael von Thurn und Taxis 1. Präsident des Eishockeyvereins EV Füssen und blieb dies für viele Jahre. Der EV Füssen galt dann in der Folgezeit um 1965 als der bedeutendste deutsche Eishockey-Klub. Raphael stiftete den Thurn- und Taxis-Pokal, der ab 1955 als Nachfolge des Leinweber-Pokals ausgespielt wurde. Erster Gewinner des Thurn- und Taxis-Pokals war 1955 der SC Riessersee. Erster Dreifachsieger des Thurn- und Taxis-Pokals 1964, 1966, 1969 war der ZKL Brünn. Ende der 1970er Jahre wurde die Ausspielung des Pokals eingestellt. 2006, in dem Jahr, in dem Thurn und Taxis seinen 100. Geburtstag begangen hätte, kam es jedoch zur Ausspielung des Thurn und Taxis-Gedächtnis-Pokals.
Raphael von Thurn und Taxis war Mitglied der CSU und  von 1952 bis 1990 Gemeinderat für Schwangau, das Dorf der Königsschlösser. Vier Wahlperioden gehörte er zudem im damaligen Landkreis Füssen dem Kreistag an und nach der Gebietsreform 1972 sechs Jahre dem Kreistag im neuen Landkreis Ostallgäu. Neben der Kommunalpolitik wirkte er auch in der Pfarrgemeinde: Raphael Prinz von Thurn und Taxis war in Schwangau-Waltenhofen nahezu 30 Jahre Kirchenpfleger.

## Ehe und Nachkommen
Am 24. Mai 1932 heiratete Raphael Rainer in Regensburg Margarete von Thurn und Taxis (* 19. Oktober 1913 in Berlin; † 16. Juni 1997 in Füssen). Raphael Rainer und seine Frau Margarete hatten den Sohn Max Emanuel Prinz von Thurn und Taxis (* 7. September 1935 auf Schloss Bullachberg; † 5. März 2020).

## Vorfahren
| Ahnentafel Raphael Rainer von Thurn und Taxis (1906–1993) | Ahnentafel Raphael Rainer von Thurn und Taxis (1906–1993)                                                        | Ahnentafel Raphael Rainer von Thurn und Taxis (1906–1993)                                                        | Ahnentafel Raphael Rainer von Thurn und Taxis (1906–1993)                                                        | Ahnentafel Raphael Rainer von Thurn und Taxis (1906–1993)                                                        | Ahnentafel Raphael Rainer von Thurn und Taxis (1906–1993)                                                                   | Ahnentafel Raphael Rainer von Thurn und Taxis (1906–1993)                                                                   | Ahnentafel Raphael Rainer von Thurn und Taxis (1906–1993)                                                                   | Ahnentafel Raphael Rainer von Thurn und Taxis (1906–1993)                                                                   |
| --------------------------------------------------------- | --- | --- | --- | --- | --- | --- | --- | --- |
| Urgroßeltern                                              | Fürst Maximilian Karl von Thurn und Taxis (1802–1871) ⚭ 1828 Frauen Wilhelmine von Dörnberg (1803–1835)          | Fürst Maximilian Karl von Thurn und Taxis (1802–1871) ⚭ 1828 Frauen Wilhelmine von Dörnberg (1803–1835)          | Herzog Max Joseph in Bayern (1808–1888) ⚭ 1828 Herzogin Ludovika Wilhelmine von Bayern (1808–1892)               | Herzog Max Joseph in Bayern (1808–1888) ⚭ 1828 Herzogin Ludovika Wilhelmine von Bayern (1808–1892)               | Erzherzog Joseph Anton Johann von Österreich (1776–1847) ⚭ 1819 Erzherzogin Maria Dorothea von Württemberg (1797–1855)      | Erzherzog Joseph Anton Johann von Österreich (1776–1847) ⚭ 1819 Erzherzogin Maria Dorothea von Württemberg (1797–1855)      | Prinz August von Sachsen-Coburg und Gotha (1818–1881) ⚭ 1843 Prinzessin Clementine d’Orléans (1817–1907)                    | Prinz August von Sachsen-Coburg und Gotha (1818–1881) ⚭ 1843 Prinzessin Clementine d’Orléans (1817–1907)                    |
| Großeltern                                                | Fürst Maximilian Anton von Thurn und Taxis (1831–1867) ⚭ 1858 Herzogin Helene in Bayern (1834–1890)              | Fürst Maximilian Anton von Thurn und Taxis (1831–1867) ⚭ 1858 Herzogin Helene in Bayern (1834–1890)              | Fürst Maximilian Anton von Thurn und Taxis (1831–1867) ⚭ 1858 Herzogin Helene in Bayern (1834–1890)              | Fürst Maximilian Anton von Thurn und Taxis (1831–1867) ⚭ 1858 Herzogin Helene in Bayern (1834–1890)              | Erzherzog Joseph Karl Ludwig von Österreich (1833–1905) ⚭ 1864 Prinzessin Clotilde von Sachsen-Coburg und Gotha (1846–1927) | Erzherzog Joseph Karl Ludwig von Österreich (1833–1905) ⚭ 1864 Prinzessin Clotilde von Sachsen-Coburg und Gotha (1846–1927) | Erzherzog Joseph Karl Ludwig von Österreich (1833–1905) ⚭ 1864 Prinzessin Clotilde von Sachsen-Coburg und Gotha (1846–1927) | Erzherzog Joseph Karl Ludwig von Österreich (1833–1905) ⚭ 1864 Prinzessin Clotilde von Sachsen-Coburg und Gotha (1846–1927) |
| Eltern                                                    | Fürst Albert von Thurn und Taxis (1867–1952) ⚭ 1890 Erzherzogin Margarethe Klementine von Österreich (1870–1955) | Fürst Albert von Thurn und Taxis (1867–1952) ⚭ 1890 Erzherzogin Margarethe Klementine von Österreich (1870–1955) | Fürst Albert von Thurn und Taxis (1867–1952) ⚭ 1890 Erzherzogin Margarethe Klementine von Österreich (1870–1955) | Fürst Albert von Thurn und Taxis (1867–1952) ⚭ 1890 Erzherzogin Margarethe Klementine von Österreich (1870–1955) | Fürst Albert von Thurn und Taxis (1867–1952) ⚭ 1890 Erzherzogin Margarethe Klementine von Österreich (1870–1955)            | Fürst Albert von Thurn und Taxis (1867–1952) ⚭ 1890 Erzherzogin Margarethe Klementine von Österreich (1870–1955)            | Fürst Albert von Thurn und Taxis (1867–1952) ⚭ 1890 Erzherzogin Margarethe Klementine von Österreich (1870–1955)            | Fürst Albert von Thurn und Taxis (1867–1952) ⚭ 1890 Erzherzogin Margarethe Klementine von Österreich (1870–1955)            |
| Prinz Raphael Rainer von Thurn und Taxis (1906–1993)      | | | | | | | | |